# Ветровое стекло

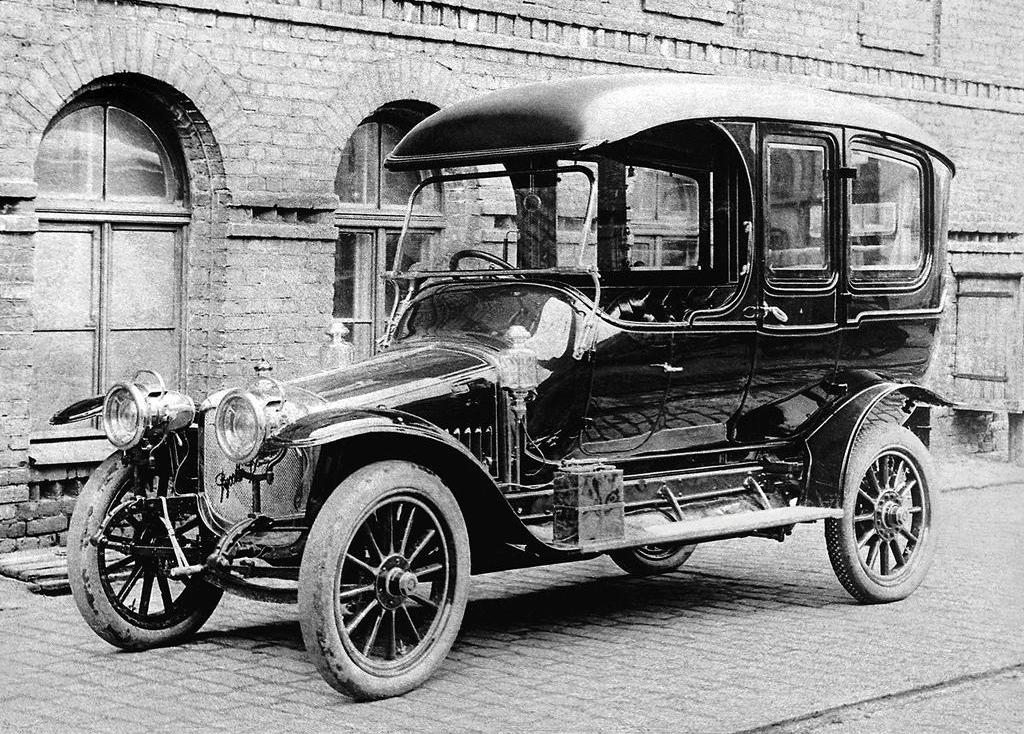
Руссо-Балт С-24/40

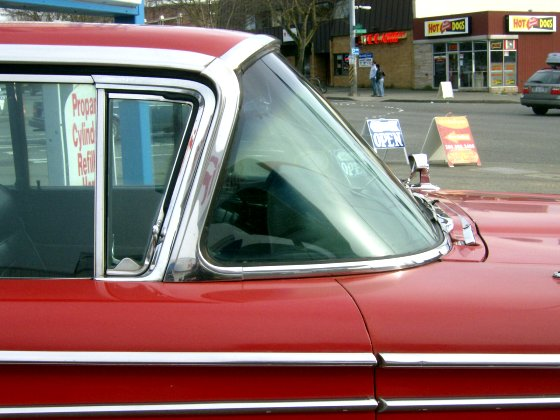
Панорамное лобовое стекло автомобиля Edsel Corsair 1959 года.

Ветрово́е стекло́, или Лобово́е стекло́ — прозрачный щиток, устанавливаемый в передней части кабины транспортного средства для защиты водителя (пилота) и пассажиров от набегающего потока воздуха, насекомых и тому подобного.
Кроме того, ветровое стекло — элемент, вносящий значительный вклад в формирование аэродинамического обтекания автомобиля, летательного аппарата (ЛА) и так далее, а конструкция его проёма оказывает весомое влияние на жесткость кузова автомобиля, ЛА в целом. Ниже рассмотрено эволюция ветрового стекла на автомобиле, а конкретно на легковых автомобилях общего назначения. Следует учитывать, что на грузовиках она шла медленнее.

## История

### Ранний период

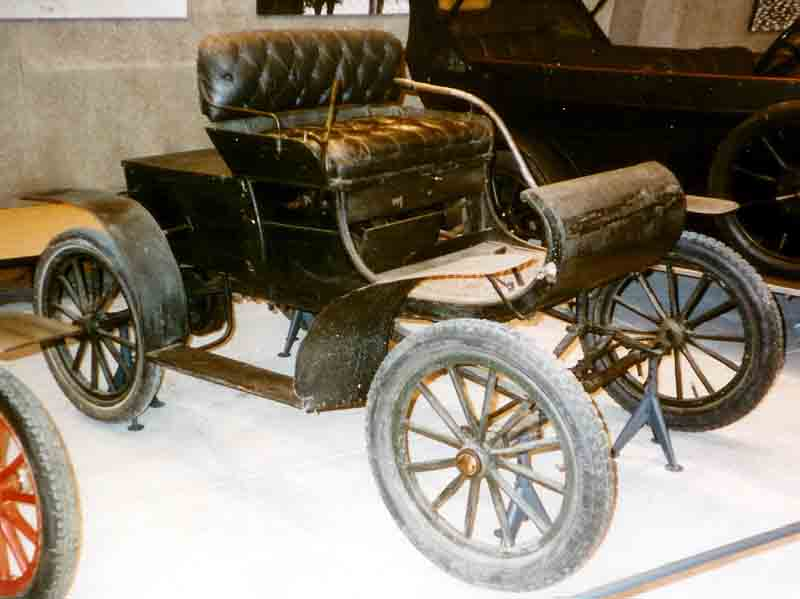
Oldsmobile Curved Dash 1901—1907 годов не имел лобового стекла

Первые автомобили имели открытый кузов и, как и открытые гужевые экипажи, в остеклении не нуждались. Однако рост скоростей быстро заставил конструкторов задуматься о защите водителя и пассажиров от набегающего потока воздуха. Кроме того, стали появляться закрытые кузова каретного типа, в которых ветровое стекло было необходимой деталью.
Самым первым вариантом ветрового стекла был круглый прозрачный щиток, закреплённый напротив водителя на рулевой колонке. Даваемая им защита была близка к символической, тем не менее его наличие уже позволило сделать управление автомобилем более комфортным и безопасным.
В самом начале 20 века многие модели имели ветровое стекло (а версии с закрытыми кузовами ещё и заднее и боковые), сделанное из того же материала, что и обычное оконное, но такое стекло было хрупким, а осколки такого стекла были большими, острыми и опасными, и как следствие, сразу стали делать из закалённого стекла, что существенно повысило прочность и безопасность. Однако закалённое стекло разлетается на осколки даже при не очень сильном ударе, поэтому для ветрового стекла такая технология годилась лишь с оговорками.

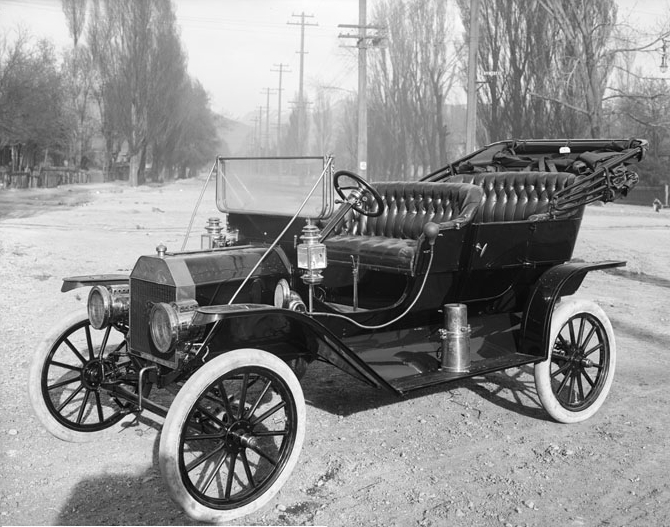
Ford model T со складным лобовым стеклом, верхняя часть сложена

На открытых кузовах ветровое стекло выполняли складывающимся полностью или из двух половин, а на закрытых оно обычно было подвешено на верхних петлях и могло откидываться наружу для улучшения вентиляции салона (поэтому оси стеклоочистителей располагали сверху от стекла). Таким ветровое стекло было до середины 1930-х годов, изменения коснулись лишь формы стекла; кроме того, его стали делать только цельным, без разделения на две половины и форточек. В 1920-е годы появляются стеклоочистители с электрическим, механическим (ручным или от вала двигателя) или пневматическим (от разрежения во впускном коллекторе двигателя) приводом.
Некоторые модели открытых автомобилей (их обычно называли «dual-cowl phaeton», они имели два отдельных пассажирских отделения) имели два ветровых стекла, отдельно для переднего и заднего пассажирских отделений. Вероятно, последним автомобилем такого типа был Chrysler Imperial Parade Phaeton, произведённый в США в 1952 году для участия в различных официальных мероприятиях.
Ещё в начале XX века французский химик Эдуард Бенедиктус изобрёл стекло типа «триплекс» — из двух слоёв стекла и проложенного между ними слоя плёнки коллодия. Такое стекло при ударе не разбивалось на куски, как обычное, и не рассыпалось на мелкие осколки с тупыми гранями, как закалённое, а трескалось, оставаясь на плёнке, что ещё больше повысило пассивную безопасность (аварии в автомобилизированной Америке в конце 1910-х-начале 1920-х годов не были редкостью). Впервые триплекс в качестве ветрового стекла появилось на Ford T модели 1919 года. Это новшество распространилось по всей стране, таким образом США перешли на триплекс раньше всех. Плёнка первых трёхслойных стёкол быстро желтела.

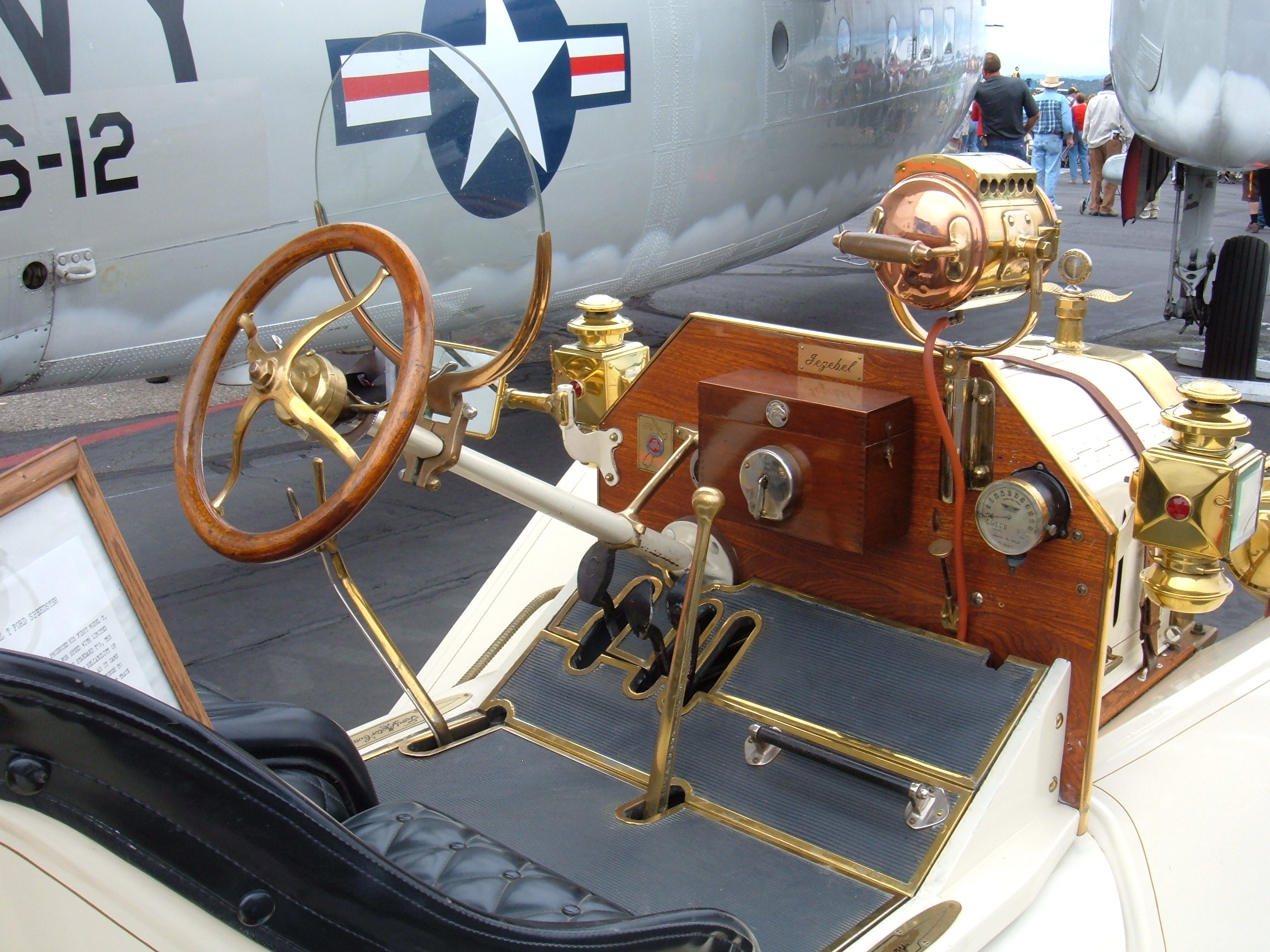
Лобовое стекло-«щиток» на Ford T 1913 года.
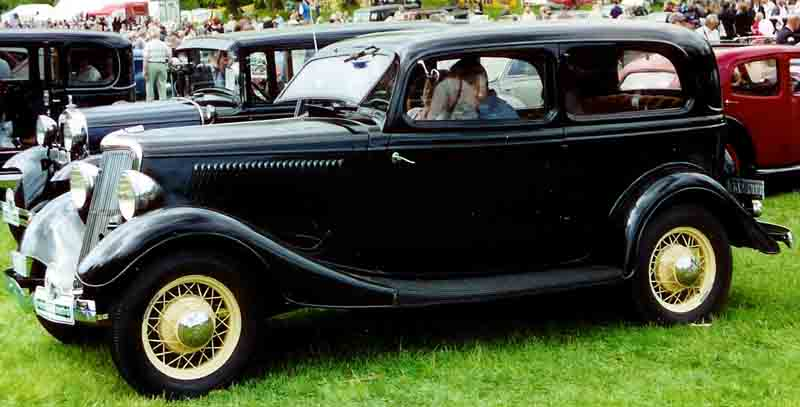
Ford model 40 (1934) с приоткрытым лобовым стеклом.
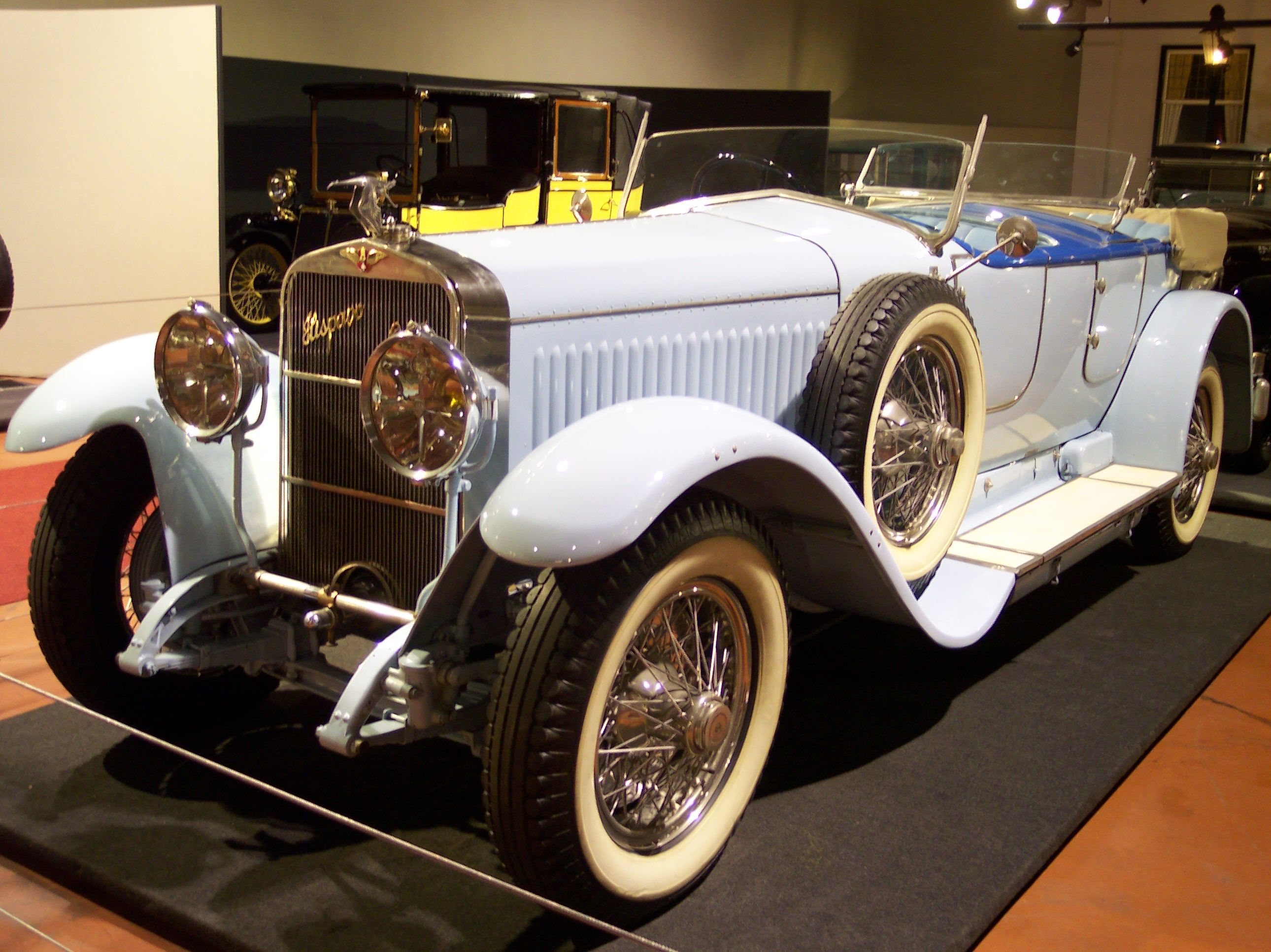
«Hispano-Suiza» 1924 года с кузовом «Dual-Cowl Phæton» — два лобовых стекла в складывающихся рамках.
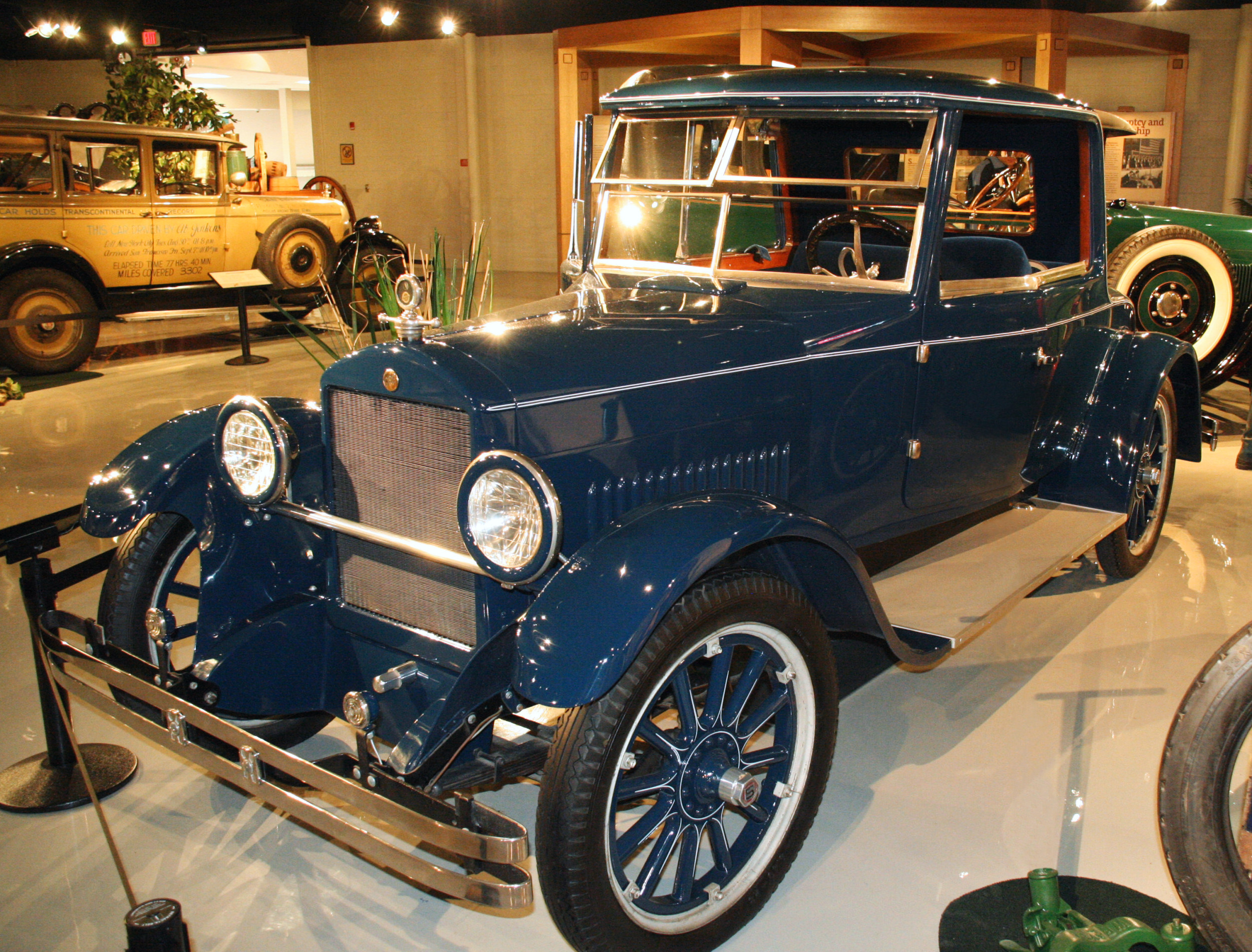
1924 Studebaker Light Six с приоткрытыми секциями лобового стекла.

### V-образные стёкла
Уже к середине 1930-х годов развитие автомобильного дизайна спровоцировало важное изменение в конструкции ветровых стёкол. В результате популяризации работ ряда исследователей, например немца Эдмунда Румплера и венгра Пауля Ярая, в области обтекания автомобиля потоком воздуха форма кузова становится более округлой, лучше отвечающей требованиям аэродинамики. В таких условиях цельное плоское ветровое стекло, установленное вертикально или почти вертикально, уже не устраивало дизайнеров.
Однако технологии массового производства гнутых стёкол в те годы ещё не существовало. Выходом стали V-образные ветровые стёкла из двух плоских половин, хорошо вписавшиеся в закруглённые обводы кузовов автомобилей второй половины 1930-х годов. Разделение стекла на две соединённые перегородкой с уплотнителем части, находящиеся под некоторым углом друг к другу, вынудило установить два стеклоочистителя, так как один не мог очищать обе половины V-образного стекла (хотя стеклоочиститель со стороны пассажира изначально был опцией).

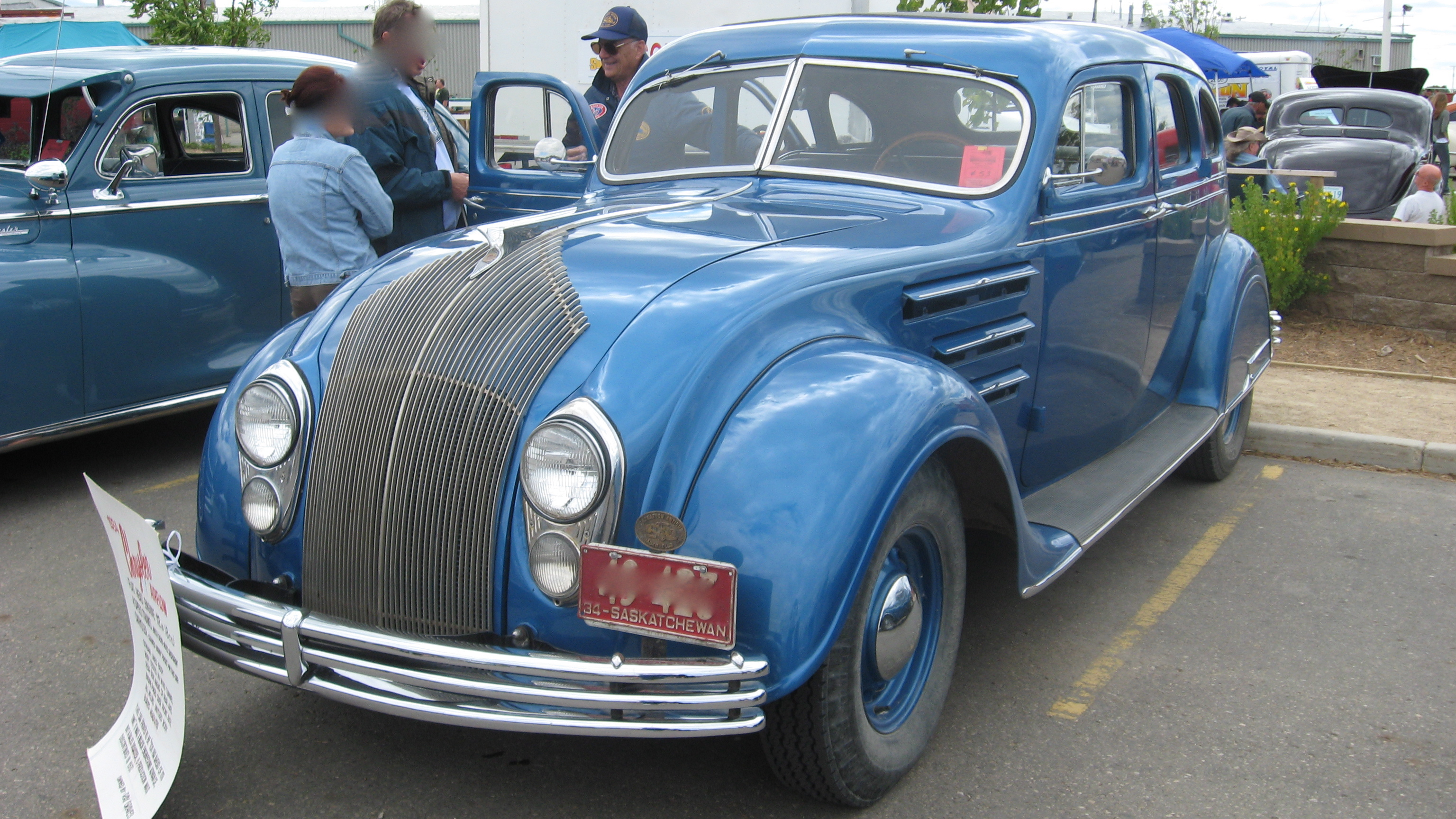
1934 Chrysler Airflow

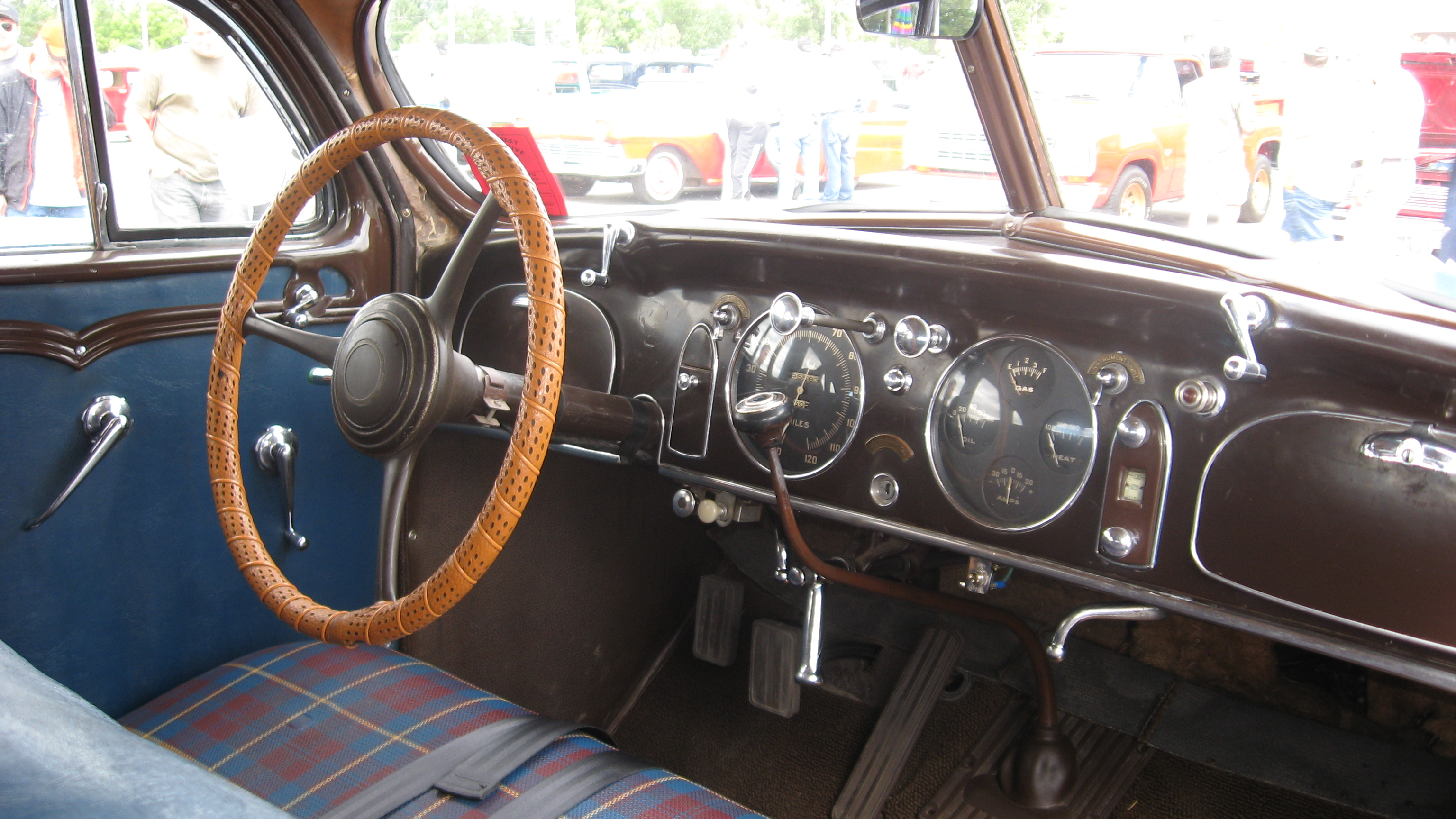
Салон модели Airflow. Хорошо видно лобовое стекло из двух плоских половин, разделённых стойкой. Воротки́ на панели приборов служили для приоткрывания стекла для вентиляции.

Одним из первых примеров применения подобного решения была модель Chrysler Airflow, созданная в результате продолжения исследований в направлении, заданном более ранними работами Ярая. Любопытно, что кузов этого автомобиля современными исследователями классифицируется как «ложнообтекаемый», так как реальное уменьшение сопротивления воздуха не превышало 25 %.
V-образные стёкла стали располагать под некоторым углом к вертикали (изначально он был невелик и составлял порядка 20-35°), что позволило не только улучшить внешнее восприятие автомобиля, сделать его визуально более динамичным, — но и на практике несколько улучшить обтекаемость кузовов.
Из соображений безопасности постепенно происходит отказ от складывающихся и откидных стёкол, популярных в предшествующую эпоху — в ущерб вентиляции салона, которая теперь осуществлялась через систему появившихся в остеклении боковых дверей поворотных или раздвижных «форточек» и/или стеклоподъёмников (которые появились ещё в конце 1920-х годов). Ветровое стекло на всех типах кузовов начинают устанавливать внутри мощного проёма при помощи резинового уплотнителя. При сильном ударе головы водителя или пассажира о такое стекло оно целиком вылетало из проёма, гася энергию удара. Машины с неподвижно зафиксированным в проёме ветровым стеклом часто можно было отличить по нижнему расположению осей стеклоочистителей, — ранее их приходилось располагать сверху, чтобы они откидывались вместе со стеклом.
Эти конструктивные нововведения стали общепринятыми на протяжении второй половины 1930-х — 1940-х годов. Единственными исключениями были некоторые открытые автомобили, например, военный Willys MB (1941) имел откидное ветровое стекло в лёгкой рамке.

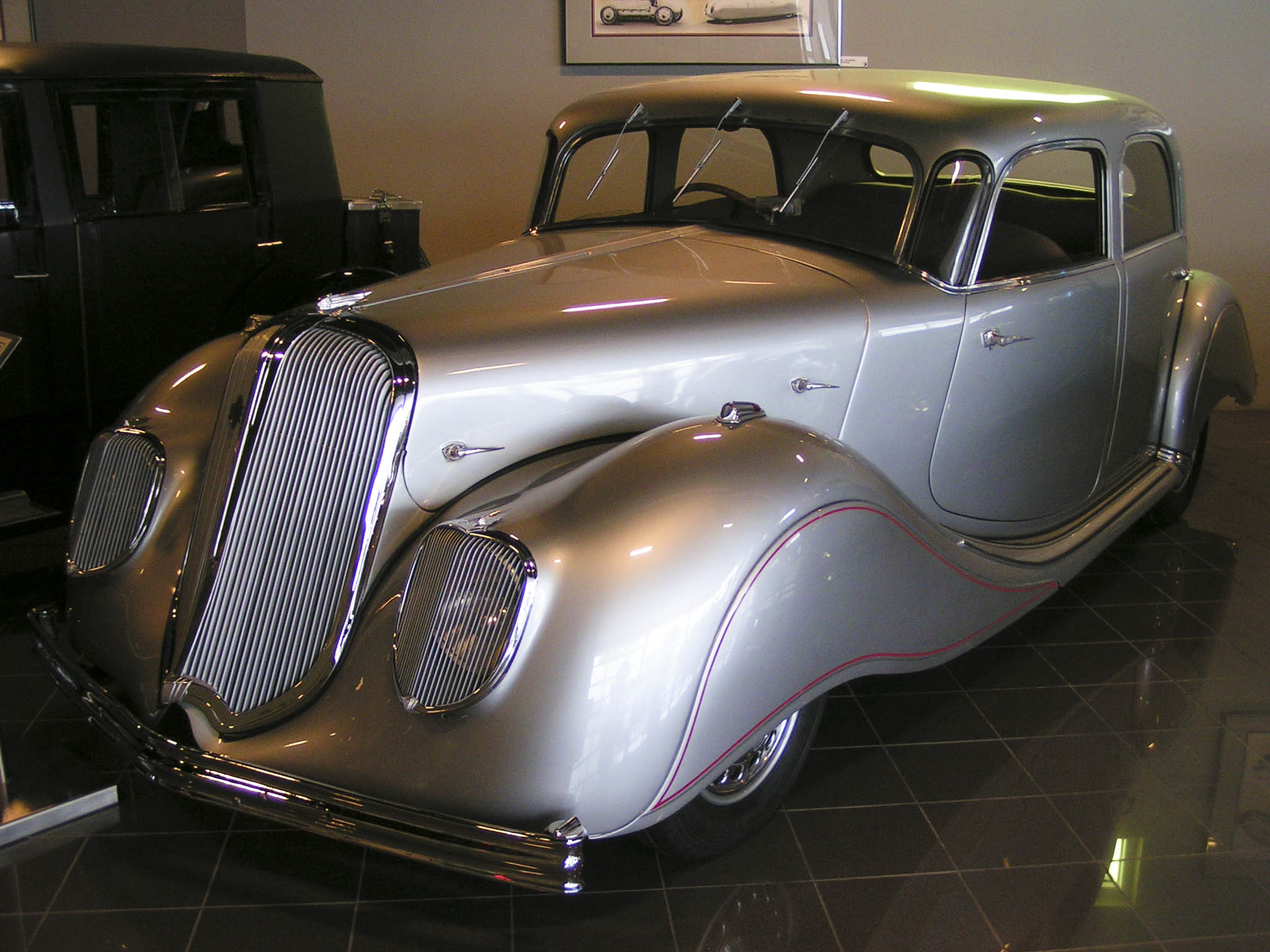
1936 Panhard Dynamic с составным панорамным лобовым стеклом. Кроме того, руль был установлен по центру автомобиля, а в двигателе не было клапанов (гильзовая система газораспределения Найта).

На эти годы приходятся первые попытки улучшить обзор водителя за счёт создания панорамного стекла, одновременно несколько улучшить обтекаемость автомобиля, а в большей степени — придать ему более обтекаемый внешний вид. 

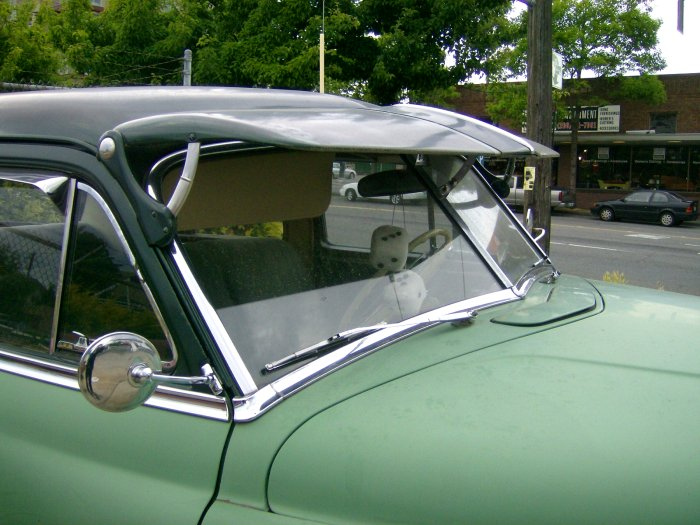
1952 DeSoto с V-образным лобовым стеклом увеличенной площади.

Так как технология производства гнутых стёкол такого размера по-прежнему отсутствовала, ветровое стекло собирали из нескольких плоских меньшего размера, разделённых стойками (на илл. слева).
После войны форма кузовов автомобилей стала быстро меняться, однако, стёкла по прежнему оставались V-образными. На рубеже 1940-х и 1950-х годов произошёл пересмотр пропорций кузовов легковых автомобилей, высота бортов кузова снизилась, а площадь остекления выросла, благодаря чему выросла и площадь ветрового стекла (на илл. справа).

### Гнутые стёкла

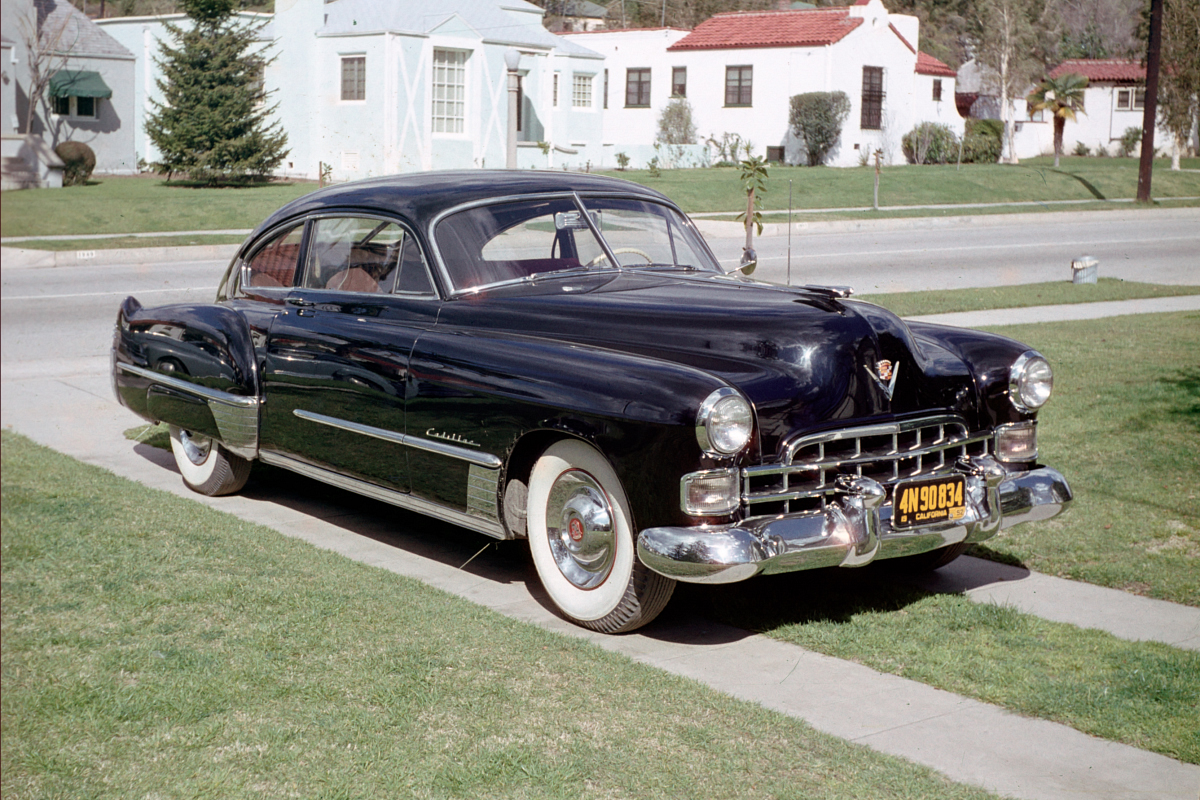
«Кадиллак» 1948 года с гнутым лобовым стеклом из двух половин.

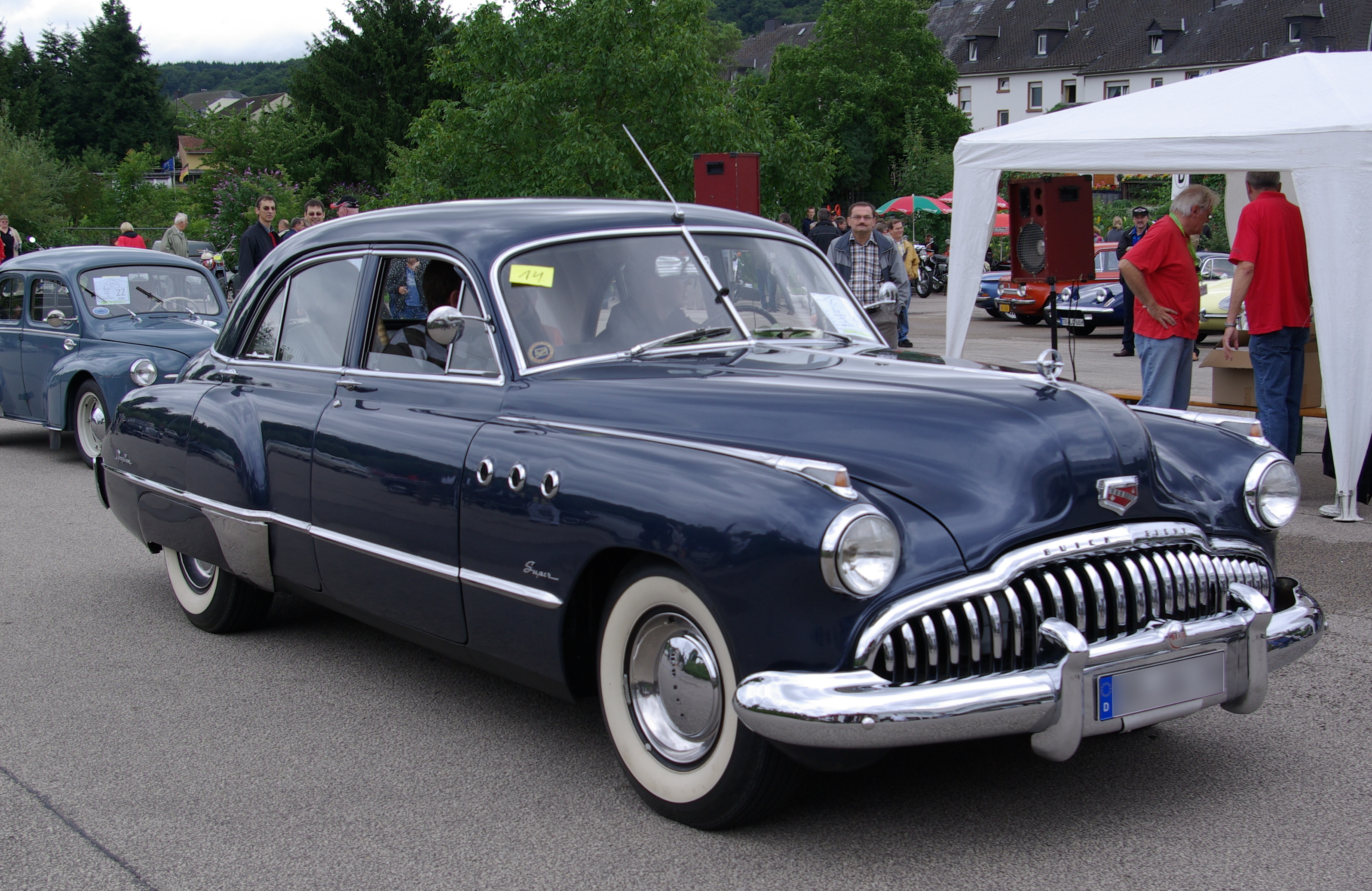
Buick модели 1950 года с лобовым стеклом из двух гнутых половин.

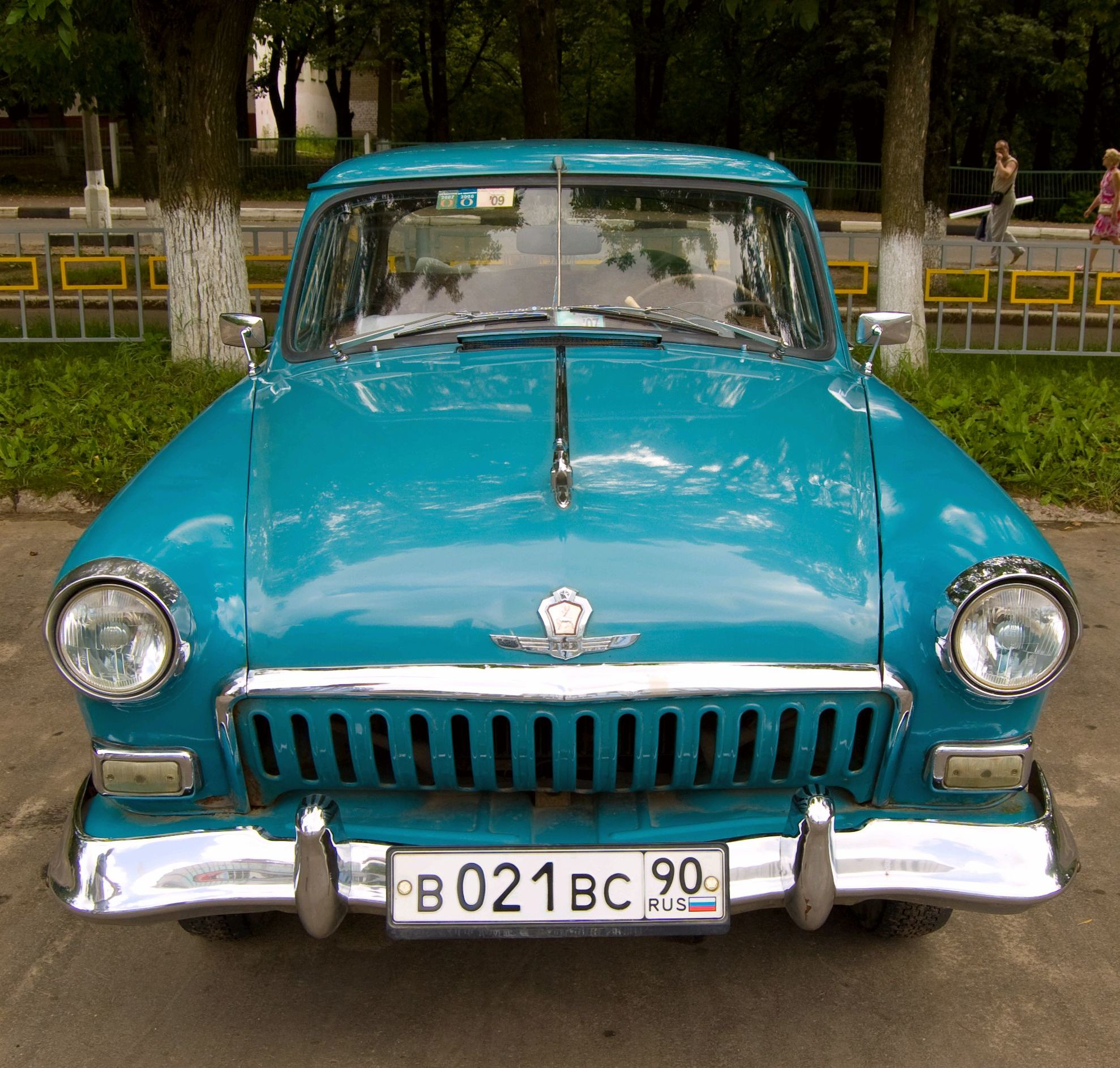
Гнутые переднее и заднее стёкла «Волги» ГАЗ-21 по европейским меркам на момент её появления, 1956-1957 годы, были прогрессивным решением; но в США к этому времени уже несколько лет господствовали стёкла нового поколения — панорамные

Повышенные требования к оптическому качеству ветрового стекла долго не позволяли делать его гнутым, хотя задние стёкла делали изогнутыми и задолго до этого; например на «Победе», освоенной в производстве в 1946 году, имелось гнутое заднее стекло. В данном случае его применение оказалось не очень удачным — стекло было невелико по размеру, к тому же брак при производстве был нередким явлением, а из-за несовершенной технологии производства стекло не имело необходимых оптических свойств — прямые рельсы через него выглядели сильно изогнутыми. Гнутым было и заднее стекло ЗИМа (1949), причём к этому времени удалось решить технологические проблемы, а размер стекла был значительно увеличен по сравнению с «Победой». Ветровое стекло на этих автомобилях оставалось V-образным из двух плоских половинок.
Первое гнутое ветровое стекло на серийном автомобиле появилось в 1934 году на самых дорогих вариантах линейки моделей Chrysler Airflow, однако распространения не получило. На массовых моделях гнутые ветровые стёкла стали появляться лишь в начале 1950-х годов. Безусловно, они ещё лучше, чем V-образные, вписывались в плавные округлые обводы автомобилей этих лет. Между тем с практической точки зрения они имели немало недостатков — хуже очищались стеклоочистителем, были сложнее и дороже в производстве, бликовали на солнце. Кроме того, технологии изготовления гнутых стёкол типа «триплекс» некоторое время не существовало, а после её появления они стоили дорого, поэтому первоначально гнутые стёкла вынужденно делали простыми калёными, хотя технология изготовления плоских «триплексов» была хорошо освоена ещё в довоенное время. В США гнутые «триплексы» научились делать ещё в пятидесятых, но в Европе и СССР, их широкое применение начинается лишь в начале 1970-х годов (в СССР впервые стекло типа «триплекс» применялось на ГАЗ-А, поскольку машина была лицензионной версией американского Ford A).
Изначально гнутые ветровые стёкла делали из двух половин, как прежние V-образные. На автомобилях Cadillac такие ветровые стёкла появились ещё в 1948 модельном году. Несколько позднее гнутые ветровые стёкла появились на автомобилях остальных американских производителей (на «Бьюиках» — в 1949, на «Шевроле» — в 1950, на «Доджах» и «Плимутах» — в 1951, «Фордах» — в 1952, причём цельное, и т. д.). Гнутым начинают делать и заднее стекло. Начинают появляться омыватели с ручным, вакуумным или электрическим приводом, сначала — как опция.
Позднее гнутые ветровые стёкла распространяются по всему миру. Первые гнутые стёкла в СССР устанавливались на «Москвич-402» и «Волгу» ГАЗ-21 (1956 год).
Площадь ветрового стекла, как и остекления вообще, непрерывно увеличивалась в течение последующего десятилетия, как за счёт увеличения его высоты и изгиба, так и за счёт бо́льшего наклона, что позволило существенно улучшить обзорность и, соответственно, активную безопасность автомобиля. Увеличившаяся площадь остекления привела к тому, что салон автомобиля стал более заметен для внешнего наблюдателя, — это привело дизайнеров к необходимости более тщательной проработки его стилистики, приведения её в соответствие с кузовом. В частности, в 1950-х годах стали популярны салоны, по цвету отделки соответствующие кузову, либо, напротив, образующие с ним специально подобранное приятное контрастное сочетание. К этому добавились новейшие разработки в области искусственных материалов — пластических масс, кожзамов, ткани с люрексом, и так далее.

### Панорамные стёкла

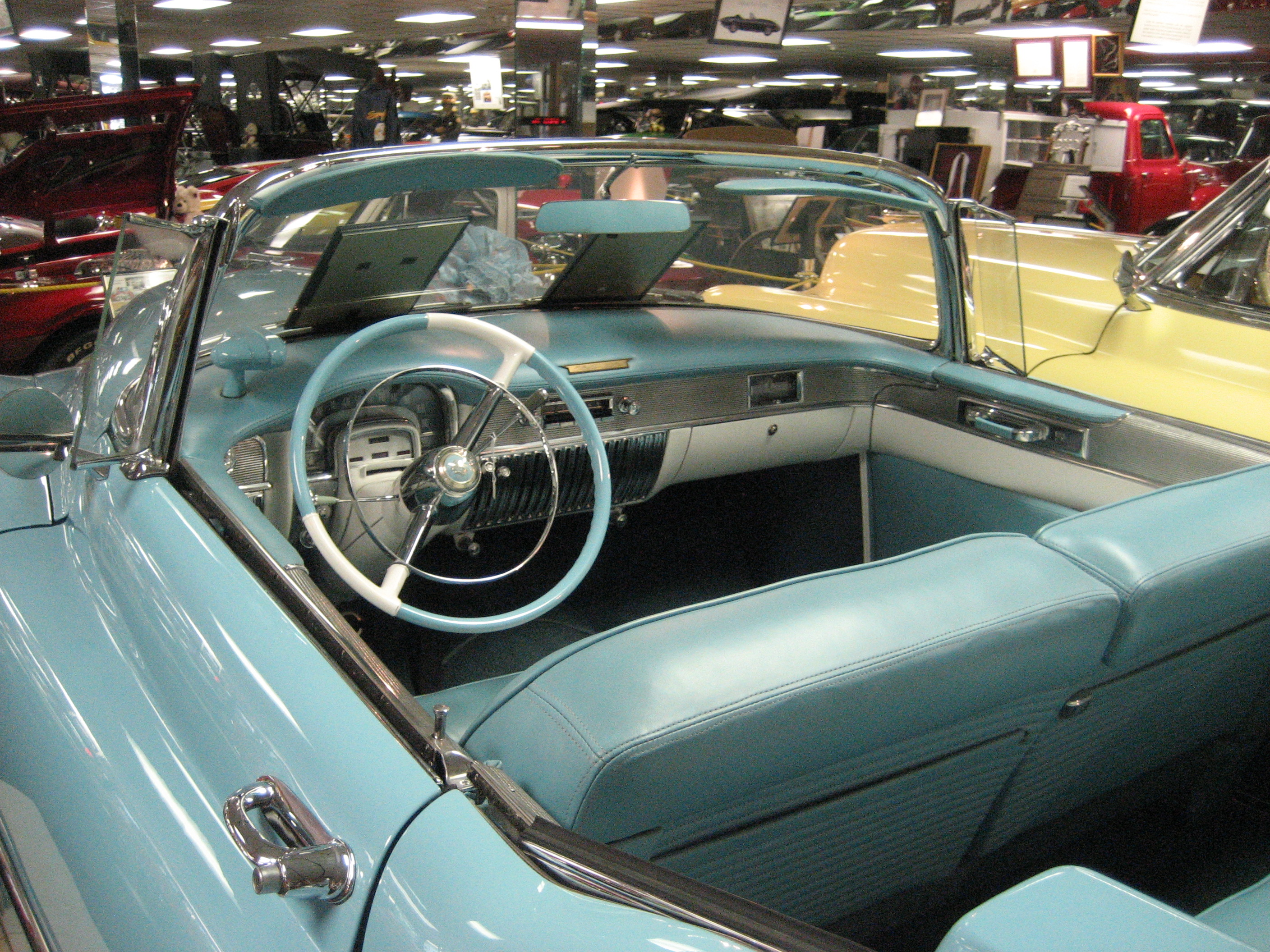
Панорамное лобовое стекло на «Кадиллаке» 1953 года

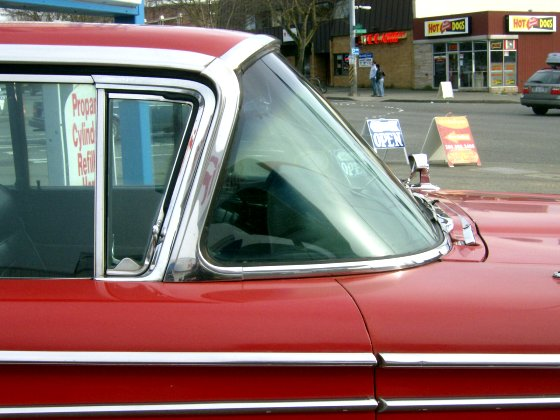
Панорамное лобовое стекло автомобиля Edsel Corsair 1959 года. США.

Верхом развития технологий 1950-х годов в области изготовления автомобильных стёкол были панорамные ветровые стёкла. Пионером здесь опять стал «Кадиллак» — на модели Eldorado в 1953 году появилось панорамное ветровое стекло, углы которого загибались на боковины кузова, а стойки были вертикальными. В те годы это казалось очень необычным, а технологии, позволяющие изготовлять подобные стёкла, были только что разработаны. Тем не менее, в 1954 году таким ветровым стеклом располагали уже все модели «Кадиллаков». А в 1955 к ним присоединилось большинство американских производителей. Задние стёкла также начинают делать панорамными, сначала — из трёх частей.

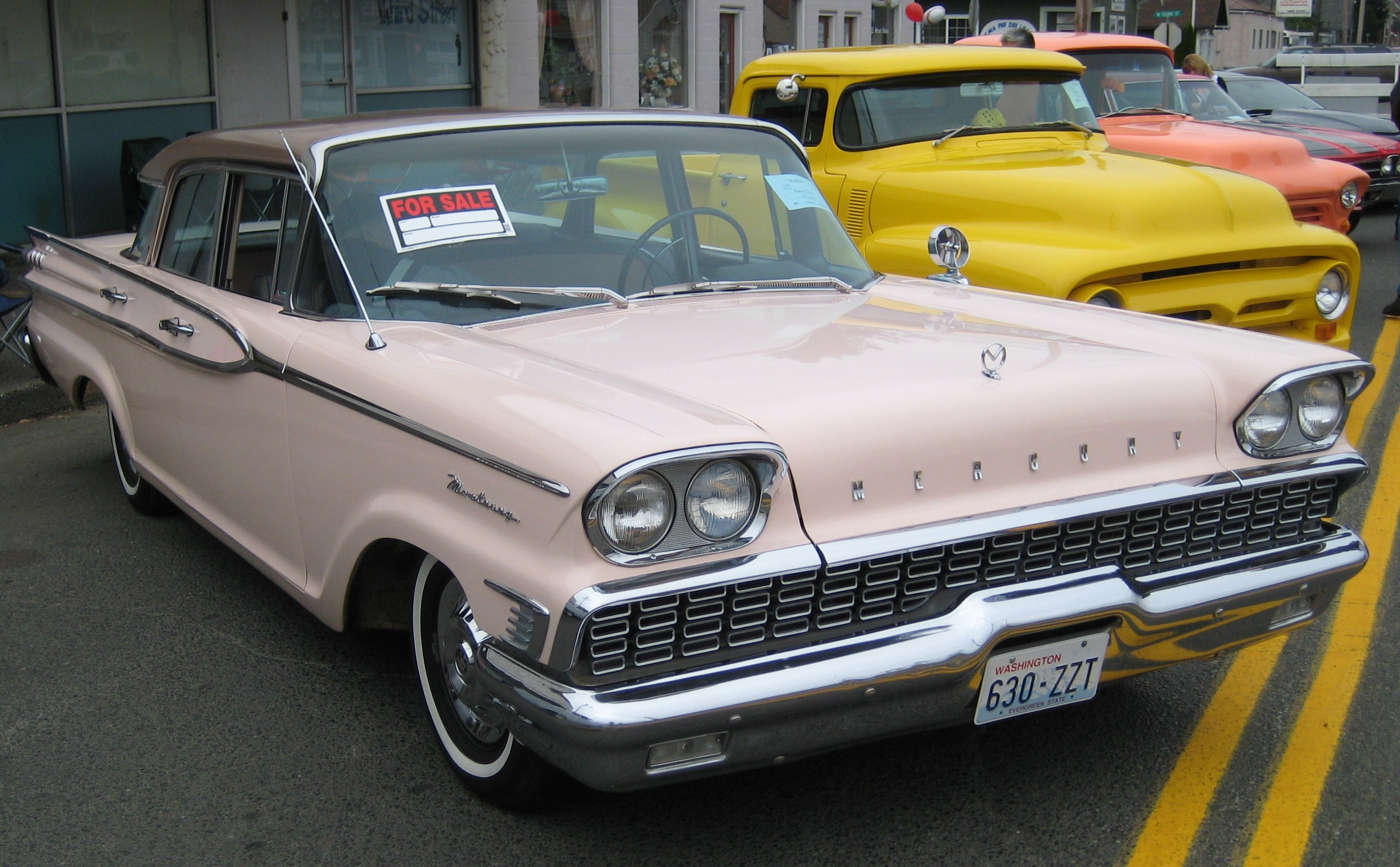
Mercury модели 1959 года с лобовым стеклом весьма экстравагантной формы.

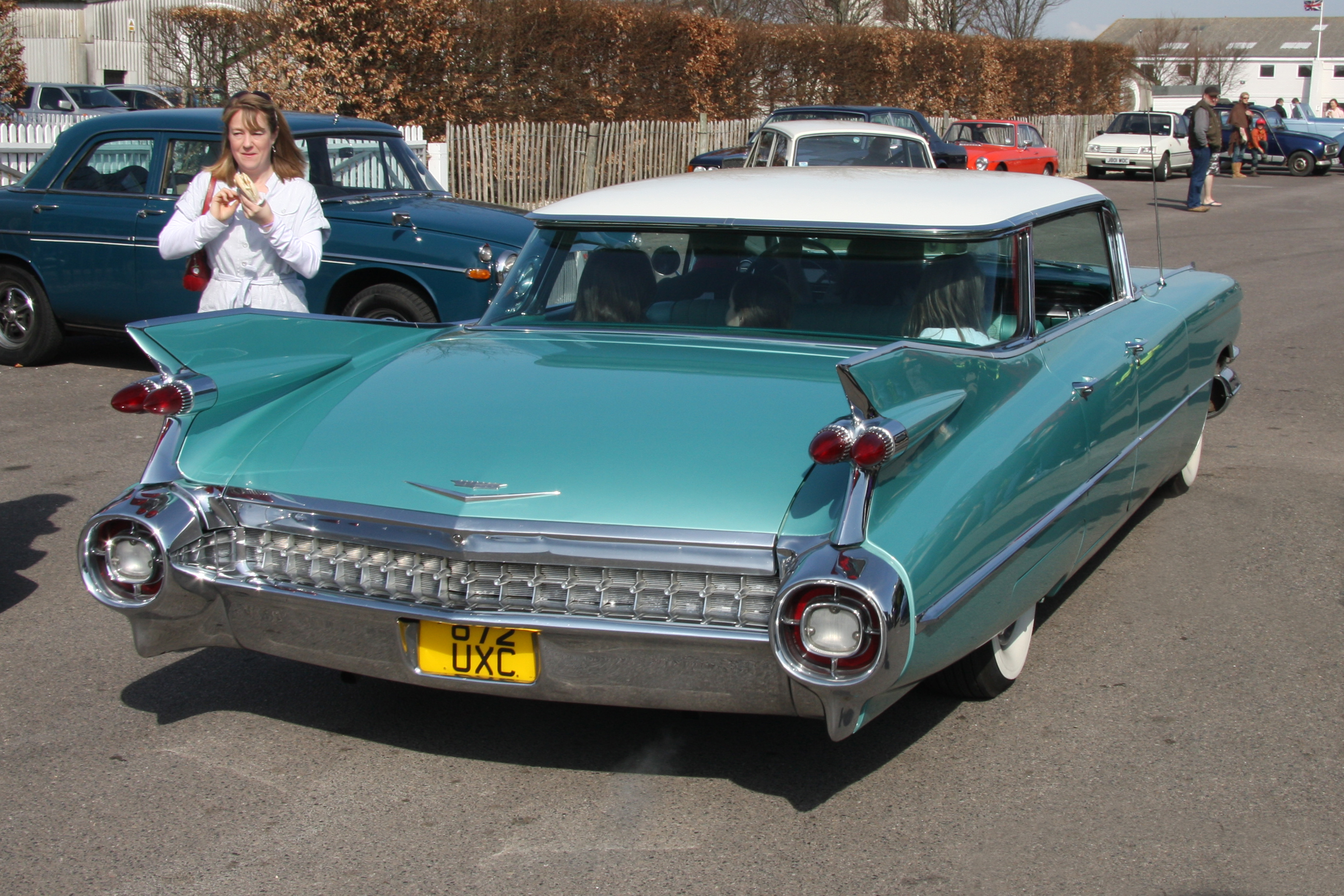
1959 Cadillac 4-door Hardtop с необычно большим панорамным задним стеклом типа Vista.

Пиком развития «панорам» стали 1958 и 1959 модельный годы. В этот период появились ветровые стёкла с «заваленными» назад стойками с обратным наклоном, различным образом изогнутые стойки, и т. д. «Меркьюри» предлагал автомобили с ветровым стеклом, имеющим изгиб в верхней части, заходящий на крышу и якобы позволяющий лучше видеть светофоры в городе. В эти же годы в США широкое распространение получили тонированные стёкла, ветровые стёкла с затемнённой верхней частью; появились даже так называемые атермальные стёкла, то есть не пропускающие тепло в салон автомобиля и не дающие ему нагреваться от солнечных лучей (правда, их распространённость в те годы была невелика).
Самым экстремальным вариантом остекления на серийном автомобиле в те годы стали, пожалуй, «Кадиллаки» и «Бьюики» 1959 модельного года в кузове «четырёхдверный хардтоп»: они имели не только огромное панорамное ветровое стекло с обратным наклоном стоек, но и очень широкое панорамное заднее так называемого типа «Vista», к тому же — совершенно плоскую панель крыши, опирающуюся на очень лёгкие стойки. Внешний вид был превосходным, однако, такая конструкция крыши оказалась опасной при опрокидывании автомобиля, и уже через год снята с производства.
Американские концепт-кары же тех лет имели ещё бо́льшие по площади панорамные ветровые стёкла, например, на проекте атомного автомобиля Ford Nucleon цельное панорамное стекло должно было заходить далеко на боковину. Другие концепт-кары предусматривали даже замену кабины с остеклением на полностью остеклённый фонарь авиационного типа, или даже на два раздельных фонаря (для правой и левой половин салона), но на практике до такого дело не дошло.

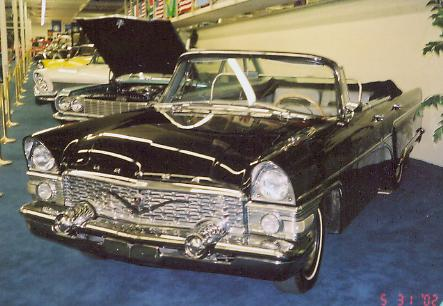
«Чайка» ГАЗ-13 имела настоящее панорамное стекло, хотя его стойки были немного отклонены от вертикали

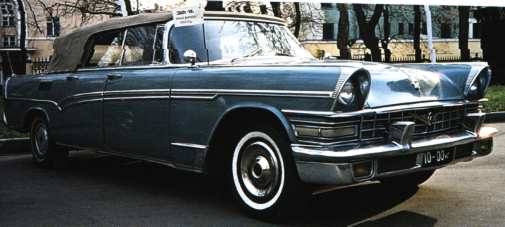
ЗИЛ-111 — один из советских «шоу-стопперов» выставки Expo’58 в Брюсселе

В Европе, однако, к новинке отнеслись более сдержанно — тем более, что технический уровень Европы отставал от североамериканского, и на многих автомобилях в те годы всё ещё устанавливались V-образные стёкла (в том числе — на отечественных «Победе» ГАЗ-М-20 и ЗИМе), а то и цельные плоские («Москвич-400», всё ещё выпускавшиеся старые модели Fiat и Renault, Lloyd 600 / Alexander, и многие другие). На более современных автомобилях — таких, как «Волга», BMW 501 или «Мерседес-Бенц» «Понтон» — устанавливались уже гнутые ветровые и задние стёкла, но о внедрении «панорам» по американскому образцу большинство производителей ещё не задумывалось (в Чехословакии в 1956 году в рамках разработки новой модели на смену переходному типу Škoda 440 был изготовлен прототип переднеприводной Škoda 976 с практически вертикальной передней стойкой; не пошел в серию из-за невозможности осуществить собственное производство ШРУС без покупки лицензии). Европейские фирмы, тесно связанные с американским автопромом — Facel-Vega, Opel и Vauxhall Motors — попытались в конце пятидесятых вывести на рынок модели с панорамным остеклением «американского типа», но на автомобиле европейского размера — куда более компактном, чем большинство американских — данное дизайнерское решение привело к резкому уменьшению размеров дверных проёмов и затруднённой посадке в салон, что вызвало вполне справедливую критику. Более практичные европейцы делали выбор в пользу удобства входа и выхода, а не яркого дизайна. В результате панорамные стёкла в Европе использовались нечасто, и как правило в наименее экстравагантном варианте — минимально заходящие на боковину и с традиционно заваленными назад стойками. Именно такими были ветровые стёкла и на отечественных «Чайке» и ЗИЛ-111. Большинство же европейских производителей автомобилей сравнительно недолгую эпоху расцвета панорамных стёкол просто «проскочило».

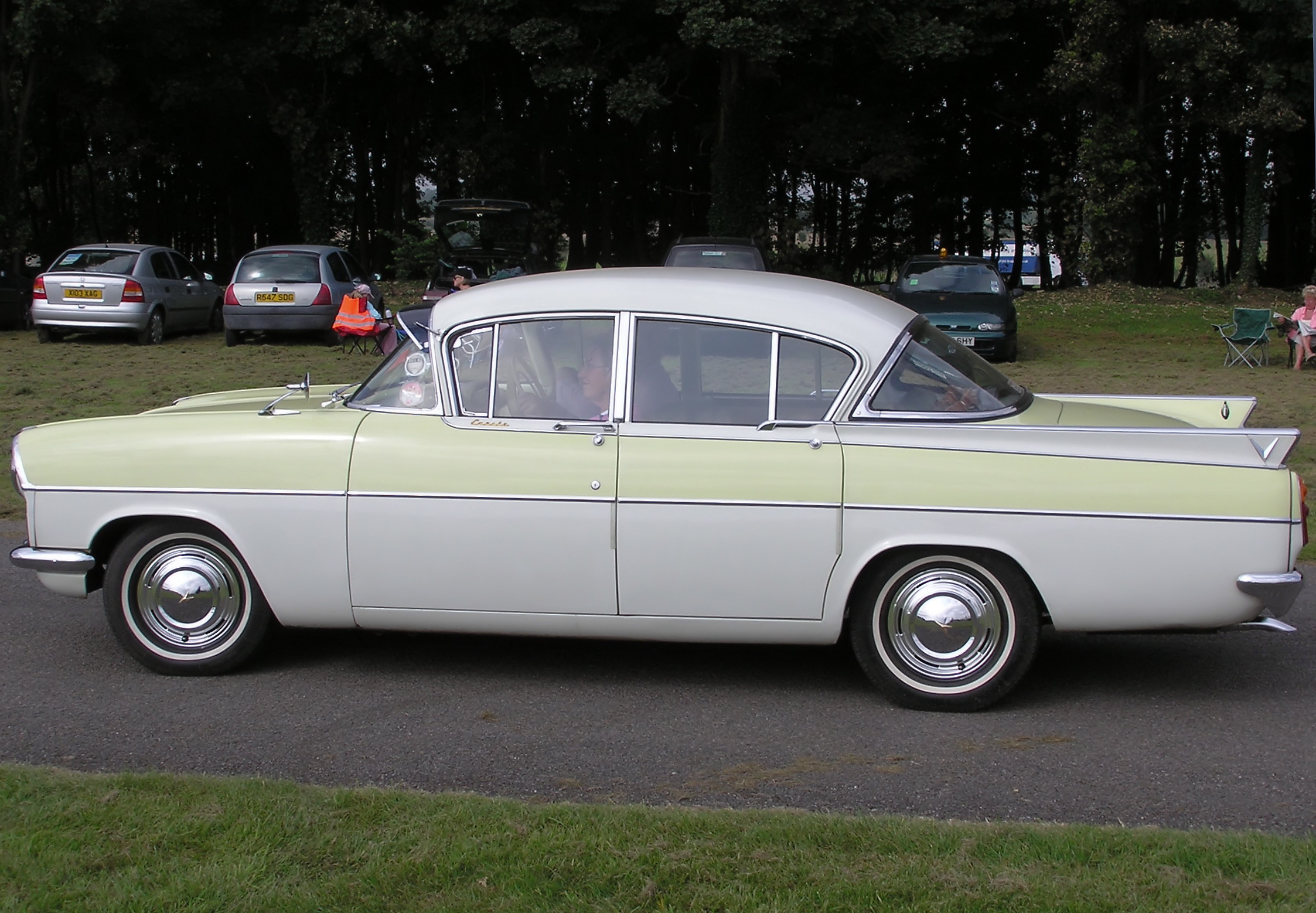
Vauxhall Cresta в американском стиле просуществовал всего лишь с 1959 по 1962 год и был заменён на гораздо более скромно оформленную модель

К концу 1950-х годов выяснилось, что вертикальная — и, тем более, имеющая обратный наклон — стойка ветрового стекла (в США такую стойку называли за характерный изгиб «собачья нога» — dog leg) мешает входу и выходу из автомобиля, ослабляет кузов и вызывает излишнюю деформацию при аварии. Само панорамное стекло тоже не лишено недостатков — сильно бликует, искажает картинку. Наконец, само развитие американского дизайна уже в самом начале 1960-х годов привело к появлению автомобилей с более квадратными, «рублеными» обводами, в экстерьер которых панорамные и даже полупанорамные стёкла вписывались плохо. В результате в США вернулись обратно к гнутому ветровому стеклу. Несколько лет просуществовали полупанорамные стёкла, имевшие небольшие загибы в нижней части и изогнутую стойку проёма, но к середине десятилетия полностью исчезли и они.
Таким образом, даже в США история панорамных стёкол фактически свелась к относительно короткому периоду — с 1953 по 1961 годы, а массовое распространение они имели вообще лишь с 1955 по 1959/1960. И только фирма «Крайслер» выпускала несколько моделей высшего класса (Imperial) с полупанорамными ветровыми стёклами до середины шестидесятых. Уже к середине 1960-х о панорамных стёклах практически забыли. Редкие устаревшие модели, разработанные ещё в 1950-е годы, снабжались ими в течение ещё некоторого времени, но основная масса автомобилей получила ветровые стёкла, изогнутые лишь настолько, чтобы вписываться в угловатый дизайн автомобилей этой эпохи.

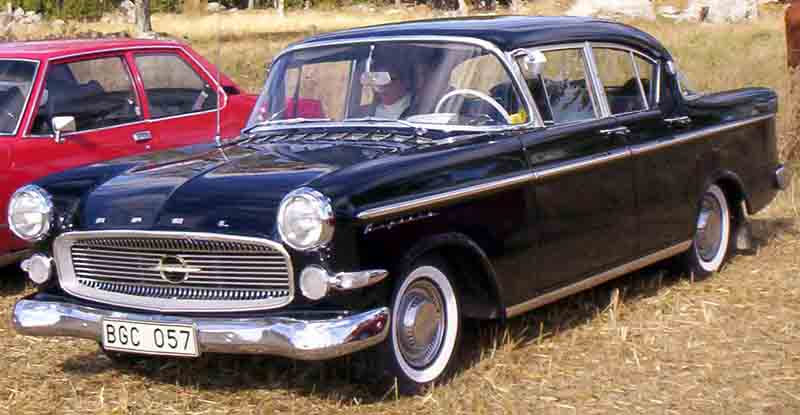
Наиболее последовательными «сторонниками» американского дизайна в Европе были конструкторы «Опеля», следствием чего стало появление моделей вроде этого «Капитена» модели 1958-59 года. Однако, в Европе эту модель ждала разгромная критика, во многом — именно за панорамные лобовое и заднее стёкла, затруднявшими вход в машину и выход из неё

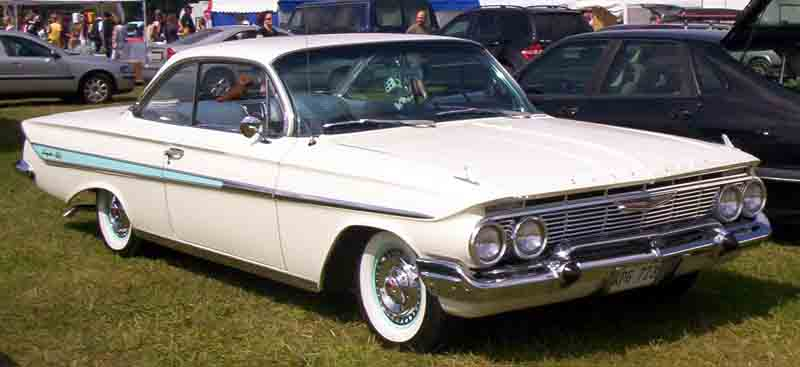
Chevrolet Impala 1961 года с оригинальным полупанорамным лобовым стеклом

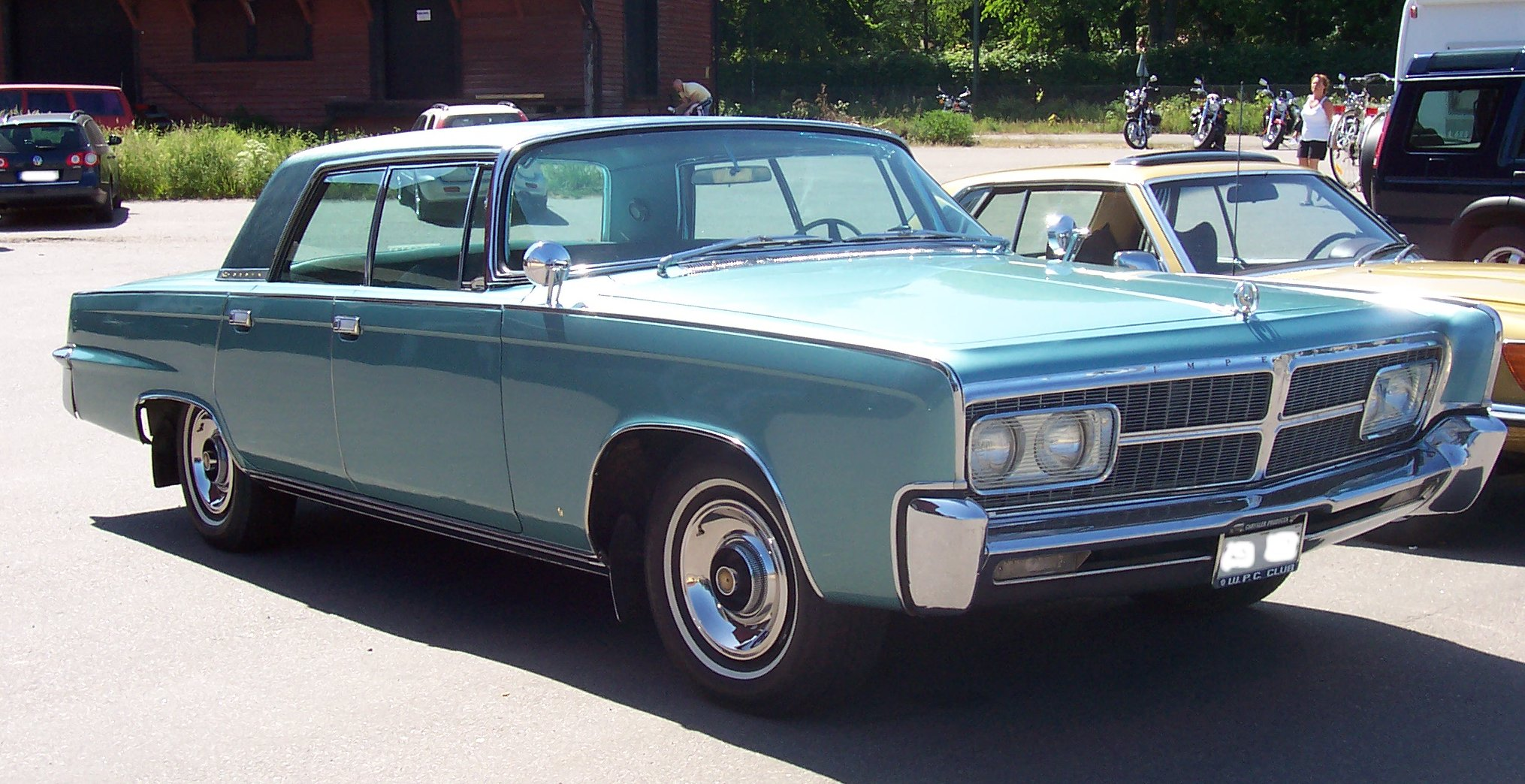
Сильно изогнутое полупанорамное лобовое стекло на Chrysler Imperial 1965 года плохо вписывалось в угловатый дизайн автомобиля. Единственной причиной его сохранения были бюджетные ограничения, вынудившие фирму использовать на этой модели элементы устаревшего кузова разработки начала десятилетия.

В наше время, правда, происходит частичный возврат к идее панорамного ветрового стекла, но теперь этот термин обозначает уже не сильно изогнутое стекло, заходящее на боковину кузова, а лишь наличие сравнительно небольших дополнительных окошек в передних стойках крыши, отделённых от непосредственно ветрового стекла. Этот стиль появился на минивэнах (например Renault Espace), а в настоящее время нередко используется и на небольших легковушках со сравнительно высокими кузовами, вроде Toyota Auris. Некоторое распространение, в основном — на французских моделях, также имеют ветровые стёкла, частично заходящие на крышу автомобиля. О возврате настоящих «панорам» в обозримом будущем речи уже не идёт из-за радикального ужесточения требований к безопасности автомобилей при столкновении.

### Дальнейшая история

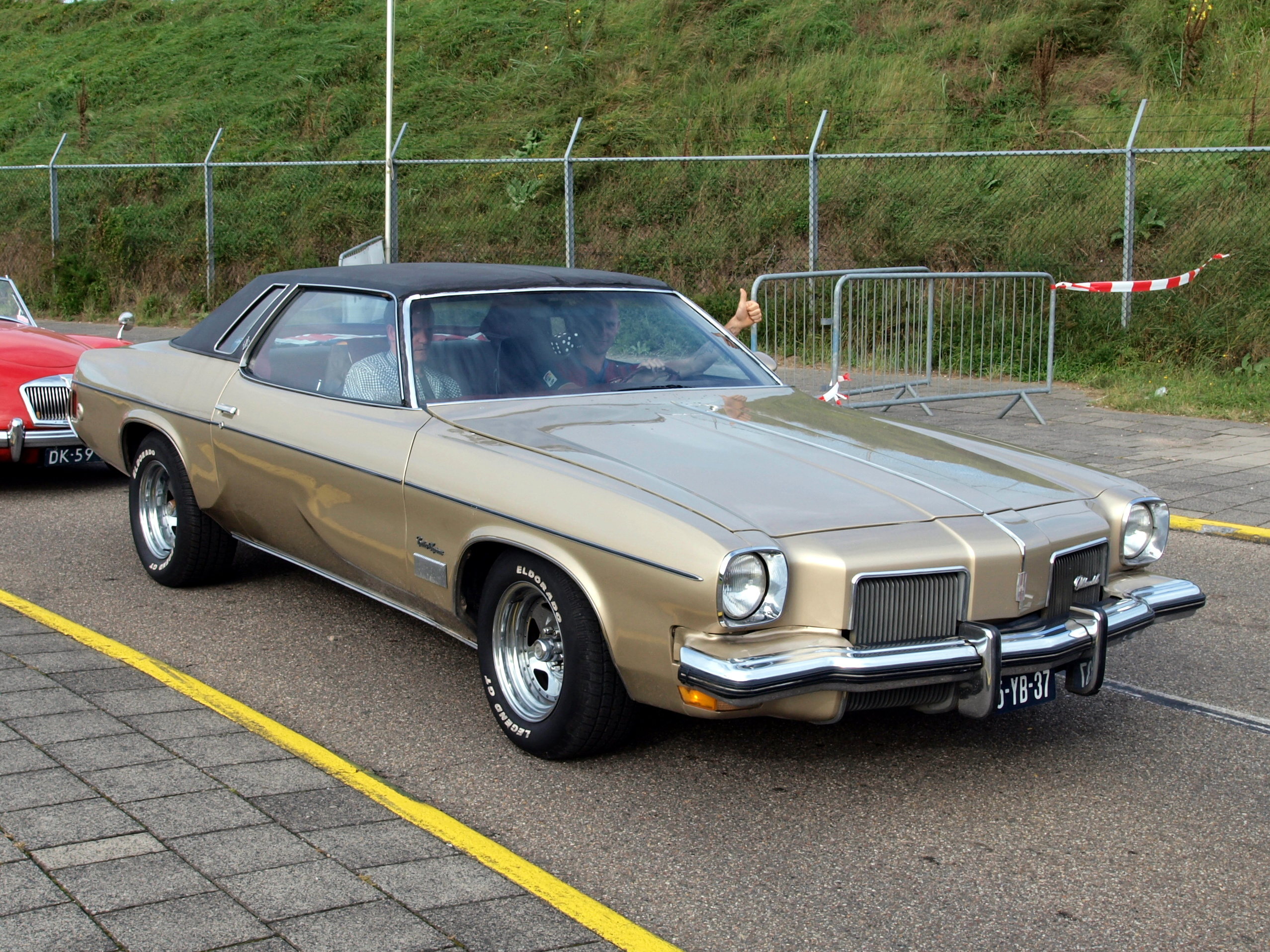
Oldsmobile Cutlass 4-го поколения (1973-1977)

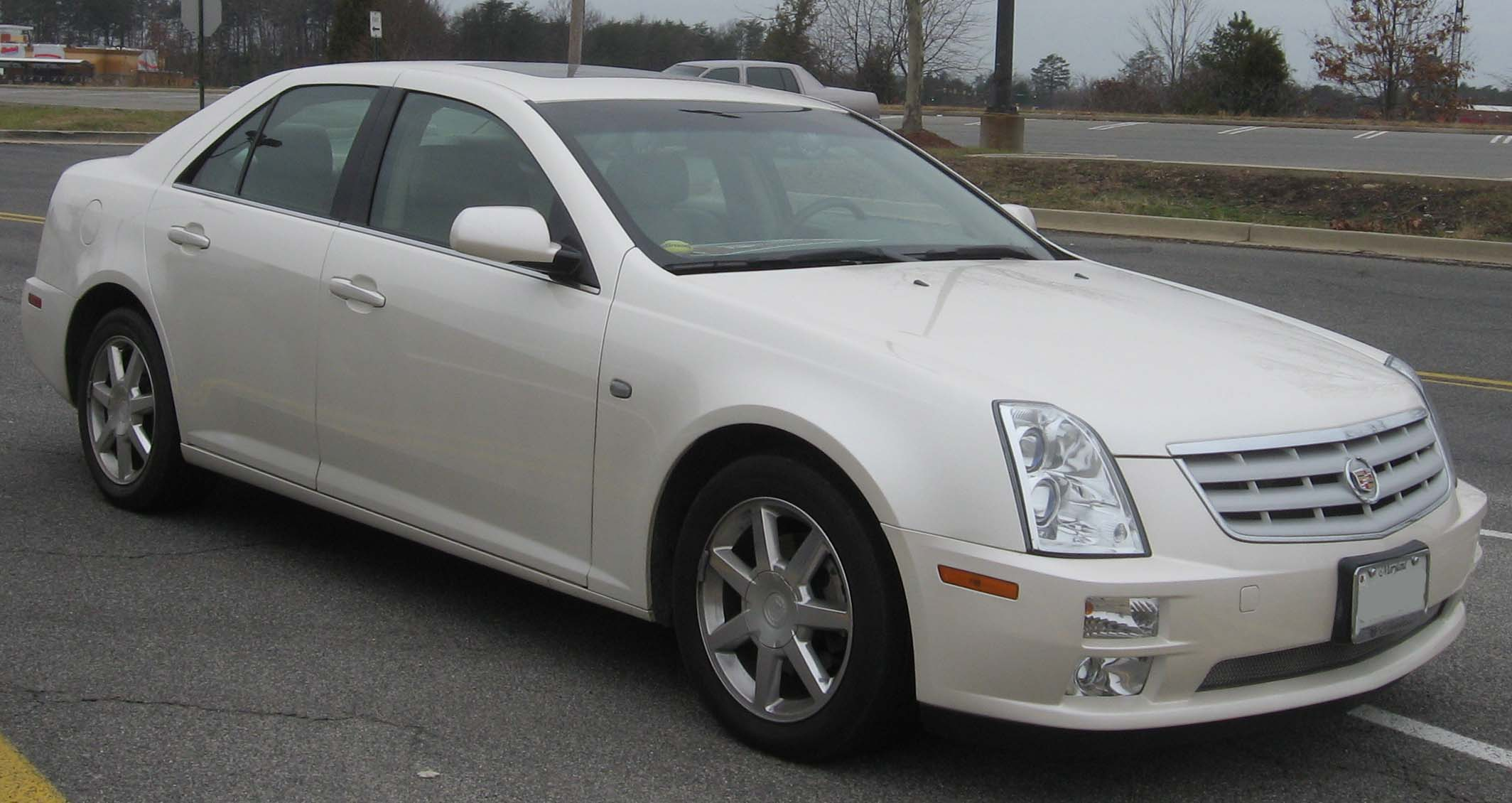
Современный «Кадиллак» со вклеенным лобовым стеклом

В последующие десятилетия никаких особых нововведений не происходило. Ветровые стёкла с каждым годом наклоняют назад всё сильнее, чтобы улучшить аэродинамику; соответственно, растёт их площадь и трудоёмкость изготовления.
В 1980-е — 1990-е годы в связи с появлением новых технологий конструкция ветрового стекла и его проёма меняется: исчезают резиновые уплотнители, теперь стёкла вклеиваются непосредственно в проём — это позволяет снизить аэродинамическое сопротивление и повысить жёсткость кузова, но требует повышенной точности изготовления стекла и разработки технологии нанесения на его края специального покрытия для прочного удержания в проёме клеем. Хотя впервые такая технология была использована в 1973 году на Oldsmobile Cutlass четвёртого поколения, стык при этом по моде тех лет маскировали развитыми молдингами-окантовками.
Появляются новые покрытия, уменьшающие загрязнение стёкол. Некоторое распространение получает встроенный в ветровое стекло обогрев. Технология получения трёхслойных стёкол продолжает совершенствоваться, они становятся всё безопаснее. Массовое распространение получают атермальные стёкла, не пропускающие в салон тепло солнечного света. Стеклоочистители и стеклоомыватели получают автоматическое включение от датчика дождя.
Любопытная разработка — индикатор на лобовом стекле (система отображения на ветровом стекле данных о скорости движения и иной информации). Другая новинка — прибор ночного видения для езды в темноте, проецирующий картинку прямо на стекло.
В настоящее время ветровое стекло современного автомобиля — изготовленное с прецизионной точностью, технически сложное, наукоёмкое изделие, продукт занявшей десятилетия эволюции.

## Аэродинамические аспекты
Как показали опыты американского исследователя В. Э. Лэя на моделях в аэродинамической трубе, геометрия и расположение ветрового стекла серьёзно влияют на аэродинамику автомобиля.
Минимальные значения коэффициента обтекаемости Сх (то есть, наименьшее аэродинамическое сопротивление) при прочих равных получаются, когда угол наклона ветрового стекла составляет 45…50 градусов к вертикали, дальнейшее увеличение наклона к серьёзному улучшению обтекаемости не ведёт. Разница между наилучшим и наихудшим (при вертикальном лобовом стекле) значениями составила 8…13 %.
Те же опыты показывают, что разница в коэффициентах обтекаемости автомобиля с плоским ветровым стеклом и со стеклом наиболее выгодной с точки зрения аэродинамики формой (полукруглого сечения, недостижимого на реальном автомобиле) при прочих равных составляет 7…12 %.
Кроме того, в литературе указано, что немалую роль в формировании аэродинамической картины кузова легкового автомобиля играет оформление переходов от ветрового стекла к крыше, боковинам кузова и капоту, которые должны быть максимально плавными. Сегодня широко используется спойлер-отсекатель в виде «вздёрнутой» задней кромки капота, отводящий поток воздуха от границы капота и ветрового стекла, благодаря чему стеклоочистители оказываются в аэродинамической «тени». Водосточные желобки недопустимо располагать в местах перехода от ветрового стекла к боковинам кузова и крыше, так как на этих переходах резко возрастает скорость потока воздуха. Отмечается важность использования современных вклееных стёкол, которые не только снижают ощутимо сопротивление воздуха, но и повышают структурную прочность кузова в целом.

## Международная терминология
В британском английском (Великобритания, Австралия, Новая Зеландия) для обозначения лобового стекла используется термин «windscreen». Кроме того, ветровое стекло-щиток старинных открытых спортивных автомобилей высотой ниже 20 см (точнее, 8 дюймов) иногда обозначается как «aeroscreen».
В американском английском используется термин «windshield», а «windscreen» обычно означает ворсистую или полиуретановую накладку на микрофон, уменьшающую фоновые шумы. В британском английском всё с точностью наоборот.
В японском английском аналогичным термином для обозначения лобового стекла является «front window».
На немецком «ветровое стекло» будет «Windschutzscheibe», а на французском — «pare-brise». В итальянском и испанском используются похожие и лингвистически родственные термины «parabrezza» и «parabrisas» соответственно.
В интервью об авторском переводе на русский язык романа "Лолита" Владимир Набоков сказал о термине "ветровое стекло":
"Очень трудно было переводить некоторые технические обороты, названия повседневных для американцев вещей — всего, что связано с автомобилями, мотелями, одеждой. Например, в русском, по-видимому, не существует устоявшегося названия для “ветрового стекла” или “перчаточного ящика”. 
Владимир Набоков: «Деспот в своем мире» // Иностранная литература, 2017, № 6: «40 лет без Набокова». Интервью Дитеру Циммеру, Die Zeit, 1966. Перевод с немецкого Дарьи Андреевой.